# 千葉正也
千葉 正也（ちば まさや、1980年 - ）は、日本の画家。

## 略歴
- 1980年：神奈川県にて出生。
- 2005年：多摩美術大学美術学部絵画学科油画専攻　卒業[1]。

## 展覧会
個展
- 2011

「生きていたから見れた素晴らしい世界」 シュウゴアーツ(東京)
「果てしなく快適な生活」 16 Bungee(ソウル)
- 2008

「三ツ境」 シュウゴアーツ(東京)
グループ展
- 2013-2014

「Mono No Aware. Beauty of Things. Japanese Contemporary Art」 エルミタージュ美術館(サンクトペテルブルク)
「六本木クロッシング 2013 展:アウト・オブ・ダウト―来たるべき風景のために」 森美術館(東京)
- 2013

「であ、しゅとるぅむ」名古屋市民ギャラリー矢田(愛知)
「アートがあれば II」 東京オペラシティアートギャラリー(東京)
「2013 California-Pacific Triennial」 Orange County Museum of Art(ニューポートビーチ、カリフォルニア)
「ワンダフル・マイ・アート 高橋コレクションの作家たち」 河口湖美術館(山梨)
「Re:Quest―1970 年代以降の日本現代美術」 ソウル大学校美術館(ソウル) 「東京画 II」 東京都美術館(東京)
- 2012

「国東半島アートプロジェクト」 国東半島(大分)
「NOT AUTHORITY, BUT ART 常識に尻を向けろ。」 代官山アートストリート(東京)
「Sculpture by Other Means」 ONE AND J. GALLERY(ソウル)
- 2010

「Day to-day」 MARTOS GALLERY(ニューヨーク)
- 2009

「ウィンター・ガーデン:日本現代美術におけるマイクロポップ的想像力の展開」 原美術館(東京)
「Hello! MIHO KANNO」 東京ワンダーサイト渋谷(東京)
「福武ハウス in 越後妻有アートトリエンナーレ 2009」(新潟)
「Twist and Shout」 Bangkok Art and Culture Centre(バンコク)
- 2008-2010

「ネオテニー・ジャパンー高橋コレクション」 鹿児島県霧島アートの森(鹿児島)/ 札幌芸術の森美術館(北海道)/ 上野の森美術館(東京)/ 新潟県立近代美術館(新潟)/ 秋田県立近代美術館(秋田)/ 米子市美術館(鳥取)
- 2008

「VOCA 展」 上野の森美術館(東京)
- 2007

「ritual」 東京ワンダーサイト渋谷(東京)
- 2006

「4 人展」 シュウゴアーツ(東京)
「福武ハウス in 越後妻有アートトリエンナーレ 2006」(新潟)